# Попов, Николай Васильевич (поэт)
Николай Васильевич Попов (19 декабря 1902 — 8 ноября 1975) — советский коми-пермяцкий поэт.

## Творчество
Первый стихи были опубликованы в 1929 году в газете «Горись» («Пахарь»), в 1935 году была издана первая книга его стихов «Тулыс дзоридзасьб» («Весна расцветает»), в 1939 году была издана вторая — «Кывбуррез» («Стихи»). В годы войны были изданы сборники фронтовых стихов: «Фронтовые стихи» (1942), «Гымалан годдэз» («Громовые годы», 1945).
После войны выходят сборники стихов «В родном краю» (1948), «Пармаын биэз» («Огни в Парме», 1953), «Ми ян ладорын» («В нашей стороне», 1962), «Шондiа кад» («Солнечная пора», 1966) и другие.
Переводил на коми-пермяцкий язык произведения И. А. Крылова, А. С. Пушкина, М. Ю. Лермонтова, В. А. Жуковского, В. В. Маяковского и др.